# Dyschoriste principis
Dyschoriste principis är en akantusväxtart som beskrevs av Raymond Benoist. Dyschoriste principis ingår i släktet Dyschoriste och familjen akantusväxter. Inga underarter finns listade i Catalogue of Life.